# 타이항공 114편 폭발 사고
타이항공 114편 폭발 사고(영어: Thai Airways Flight 114)는 태국 방콕 돈므앙 국제공항에서 치앙마이 국제공항까지 가던 타이항공이 탱크 내의 가연성 연료 공기 혼합물의 점화로 인한 중앙익 탱크의 폭발로 인해 파괴되었다. 항공기는 2001년 3월 3일에 지상 탑승 전에 주기되었다. 공식적으로 폭발에 대한 점화 에너지의 원천은 확실하게 결정될 수 없었지만, 가장 가능성있는 원인은 금속 부스러기 및 연료 가스의 존재하에 펌프를 가동 한 결과 중앙 날개 탱크 펌프에서 발생한 폭발이었다. 승무원 한 명이 사망했다.
탁신 친나왓 태국의 부총리와 그의 아들 인 판동 타이 (Panthongtae)는 많은 정부 VIP들로 구성되었다. 항공기에는 탑승 한 승객은 없었고, 폭발 당시에는 소수의 직원이 탑승했다.

## 암살 이론
일부는 114편의 폭발이 엔진 시동 전에 발생했기 때문에 이것이 실패한 암살 시도라고 논란이 되기도 했었다. 셈텍스, TNT, 백색 인, PETN 및 RDX 등의 잔해가 폭파된 항공기에서 발견되었다.

## 같이 보기
- 트랜스월드 항공 800편 추락 사고